# Калнин, Карл Иванович
Карл Иванович Калнин (Карлис Калниньш, латыш. Kārlis Kalniņš; 1884—1937) — советский военный деятель, комдив, участник Гражданской войны в России. Главнокомандующий Красной армией Северного Кавказа.

## Биография
Родился в Риге в семье латышских крестьян. Член РСДРП(б) с 1904 года. Прошел курс обучения в Учебном унтер-офицерском батальоне в Риге и школе подпрапорщиков. На 1914 — подпрапорщик 114-го пехотного Новоторжского полка. Участник Первой мировой войны. В 1916 — переведен в 3-й латышский Курземский стрелковый полк. В 1917 — дослужился до прапорщика.
С января 1918 года выборный командир 3-го Латышского советского стрелкового полка и вместе с полком был отправлен из Цесиса в Донбасс. В 1918 году командовал 1-й колонной советских войск на Кубани (3 февраля-1 марта), Ростовским фронтом (1 апреля-15 мая), войсками Кубано-Черноморской республики, затем главнокомандующий Красной армией Северо-Кавказской советской республики (26 мая-3 августа). В сентябре 1918 года откомандирован в распоряжение Оперативного управления Штаба РВСР. С 15 октября 1918 года комбриг, с 18 июня 1919 года начальник 1-й Московской рабочей дивизии (июнь-июль 1919).
С августа 1919 года по март 1920 года начальник 54-й (с октября 59-й) стрелковой дивизии (Алатырь), одновременно в ноябре-декабре командовал Кокчетавской группой войск, сражавшейся против Южной Армии генерала Дутова, и в январе-феврале 1920 года — Семипалатинской группой войск.
С февраля 1920 года начальник Управления запасных войск Западно-Сибирского военного округа. С 26 сентября 1920 года начальник 23-й (впоследствии 3-й Казанской) стрелковой дивизии. С 20 мая 1921 года по 23 июня 1921 года командир 3-й Отдельной стрелковой бригады. С 28 ноября по 5 декабря 1921 года врид начальника 3-й Казанской стрелковой дивизии. В 1925 году командир 10-го стрелкового корпуса. С июня 1927 года — помощник начальника, начальник штаба и замначальника войск конвойной стражи СССР.
В 1937 году ответственный инструктор президиума Центрального Совета Осоавиахима СССР.
Арестован 8 июня 1937 года. Приговорён ВКВС 2 ноября 1937 года к высшей мере наказания по обвинению в подготовке убийства Кирова и терактов против руководителей ВКП(б) и в тот же день расстрелян.
Реабилитирован 23 сентября 1958 года.

## Награды
- Орден Красного Знамени (20.02.1928[1])